# Nomaua repanga
Espèce
Nomaua repanga est une espèce d'araignées aranéomorphes de la famille des Physoglenidae.

## Distribution
Cette espèce est endémique de Nouvelle-Zélande. Elle se rencontre sur l'île Cuvier.

## Description
Le mâle holotype mesure 3,268 mm et la femelle paratype 3,937 mm.

## Étymologie
Son nom d'espèce lui a été donné en référence au lieu de sa découverte, Repanga le nom maori de l'île Cuvier.

## Publication originale
- Fitzgerald & Sirvid, 2009 : A revision of Nomaua (Araneae: Synotaxidae) and description of a new synotaxid genus from New Zealand. Tuhinga, vol. 20, p. 137-158 (texte intégral A B).